# Déclaration avancée
En programmation informatique, une déclaration avancée est une déclaration d'un identificateur représentant une entité (par exemple un type, une variable, une fonction) pour laquelle la définition n'est fournie qu'ultérieurement dans le code.

## Exemples

### C++
```
// prototype de la fonction (il s'agit d'une déclaration avancée)

void
 
affiche
(
int
);

// utilisation de la fonction avant que celle-ci n'ait été définie

affiche
(
42
);

// définition de la fonction

void
 
affiche
(
int
 
nombre
)

{

    
cout
 
<<
 
nombre
 
<<
 
endl
;

}

```

### Pascal
```
// déclaration avancée de la procédure

procedure
 
Affiche
(
Nombre
:
 
Integer
)
;
 
forward
;

// utilisation de la procédure avant que celle-ci n'ait été définie

procedure
 
UtiliseAffiche
()
;

begin

    
Affiche
(
42
)
;

end
;

// définition de la procédure

procedure
 
Affiche
(
Nombre
:
 
Integer
)
;

begin

    
writeln
(
Nombre
)
;

end
;

```

## Utilisation
Les déclarations avancées permettent de réduire les couplages entre les différentes entités d'un logiciel. C'est une mauvaise pratique d'utiliser les déclarations avancées pour masquer des problèmes de dépendance cycliques qui sont liés à une mauvaise architecture.